# Erős Pista
Erős Pista är en mycket stark paprikapasta från Ungern. Den smakar ungefär som Sambal Olek fast starkare, och innehåller i likhet med denna salt. Erős Pista används i ungerska köket för att krydda soppor och såser, men även som tillbehör till korvar och stekt kött, i likhet med senap. I Ungern används Erős Pista ofta istället för paprikapulver, eftersom den ger en fruktigare smak.